# Elisabeth Flitner
Elisabeth Flitner (geborene Elisabeth Czapski; * 25. Oktober 1894 in Jena; † 21. Mai 1988 in Tübingen) war eine deutsche Nationalökonomin und Sozialwissenschaftlerin.

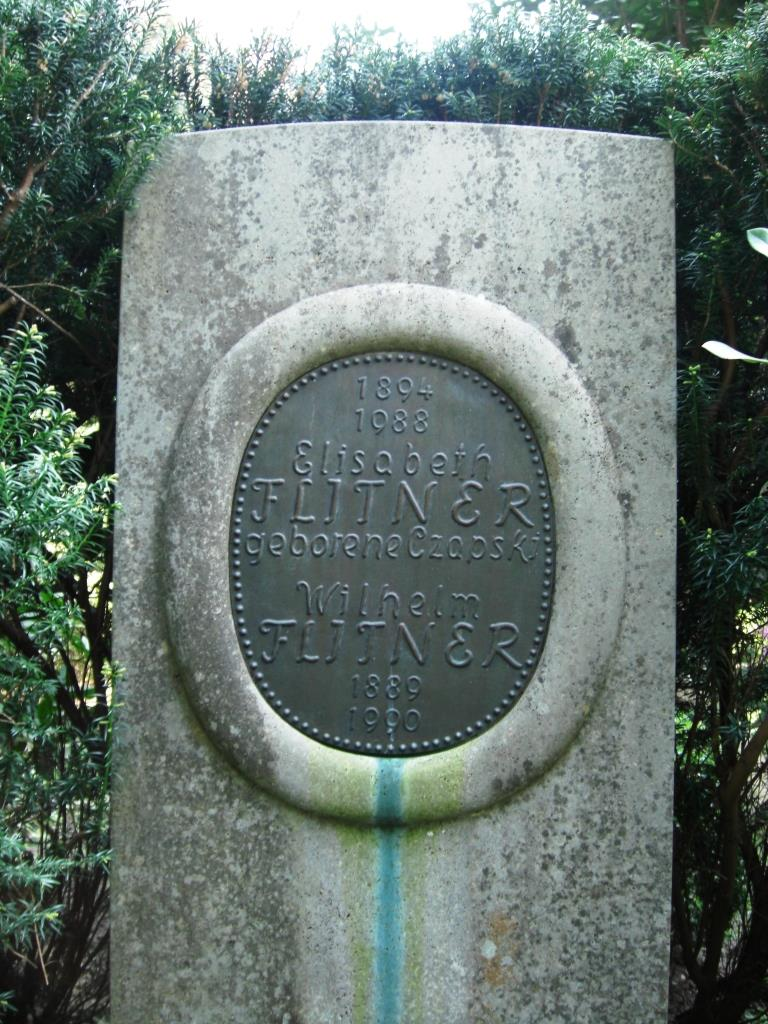
Grab in Hamburg

## Leben
Elisabeth Flitner war fünftes von acht Kindern des bereits 1907 verstorbenen Physikers und Carl-Zeiss-Vorstandes Siegfried Czapski und seiner Frau Margarete, geb. Koch. Sie war die Frau von Wilhelm Flitner und die Schwester von Helene Holzman. 1915 gehörte sie zum ersten Jahrgang von Abiturientinnen in Thüringen.
Flitner studierte Nationalökonomie und Sozialwissenschaften in Berlin, München und Heidelberg und promovierte 1925 in Jena mit einer ursprünglich in Heidelberg angefertigten Arbeit über Das Problem der Bedürftigkeit in der Kriegsfamilienfürsorge.
Seit 1917 war sie mit dem Pädagogen Wilhelm Flitner verheiratet. Mit ihm lebte sie bis 1926 in Jena, von 1926 bis 1929 in Kiel, dann in Hamburg und zuletzt in Tübingen. Sie arbeitete als Volkshochschuldozentin, wurde 1933 wegen ihrer jüdischen Abstammung entlassen. Während der Kriegszeit wurde ihr Haus Begegnungsstätte für Leute, die dem Nationalsozialismus ablehnend gegenüberstanden. Nach 1945 arbeitete sie als Dozentin an der Fachschule für Sozialberufe in Hamburg und organisierte Selbsthilfeeinrichtungen für notleidende Frauen. Sie war Vorsitzende des Hamburger Landesverbands (1955–1968), Mitglied des Bundesvorstands (ab 1957), Vizepräsidentin und zuletzt Ehrenvorsitzende des Deutschen Kinderschutzbunds.
Elisabeth Flitner wurde auf dem Friedhof Nienstedten beigesetzt. Ihre Kinder sind Andreas Flitner, später Professor für Pädagogik, die Studienrätin Roswitha Lohse-Flitner, verheiratet mit Eduard Lohse, und Hugbert Flitner. Die Pädagogin Elisabeth H. Flitner, Bettina Flitner und Michael Flitner sind ihre Enkel.

## Schriften (Auswahl)
- Erwachsenenbildung als soziale Aufgabe. In: Die Sammlung, Bd. 5 (1950), S. 539–550.

- Schützt Kinder vor sexueller Verführung. Reinhardt, München 1971, ISBN 3-497-00640-8.
- Planmäßige Elternbildung – Eine Aufgabe der Schule und Gesellschaft. in: Uwe Gerber (Hrsg.): Kindeswohl contra Elternwillen? Aspekte eines neuen Familienrechts. (Tagungsbeiträge der Evangelischen Akademie Loccum Nov. 1973), Marhold, Berlin 1975, S. 88–93, ISBN 978-3-7864-1294-6
- Unsere Lebenswelt und unsere Kinder – Für eine neue Charta des Kindes. In: Universitas 30(4), Stuttgart 1975, S. 363–369, ISSN 0041-9079
- Was erfordert Elternschaft heute. In: Hans Asperger, Hans Haider (Hrsg.): Leben heute. Eine Herausforderung für die Pädagogik. Wien: Österreichischer Bundesverlag für Unterricht, Wiss. u. Kunst, 1975, S. 109–123
- Elternbildung für sozial und bildungsmäßig benachteiligte Familien. In: Neue Sammlung 7/8, 1976, S. 283–294, ISSN 0028-3355
- Ein Frauenstudium im Ersten Weltkrieg. In: ZfPäd 34(2), 1988, S. 153–169
- Auf dem Katheder brannte frühmorgens eine Kerze. In: Rudolf Pörtner (Hrsg.): Kindheit im Kaiserreich. Dtv, München 1989, S. 44–55, ISBN 3-423-11084-8